# 昌意
昌意（？—？），是黃帝的一個兒子。
傳說黃帝有二十五個兒子，其中有二子為嫘祖所生，長子為玄囂，次子昌意。據載黃帝二十九年，嫘祖於若水（雅砻江）生昌意。黃帝七十七年令昌意降居於四川若水。其後昌意娶蜀山氏女昌僕為妻，生子高陽，即帝顓頊。後來昌意北遷至中原，建昌意城（今河南南乐县西北），顓頊後於黃帝崩後繼位為部落首領。

## 昌意的后代
- 二世：昌意，黄帝次子。
- 三世：顓頊，昌意之子。
- 四世：窮蟬，顓頊之子。
- 五世：敬康，窮蟬之子。
- 六世：句望，敬康之子。
- 七世：橋牛，句望之子。
- 八世：瞽叟，橋牛之子。
- 九世：重華，瞽叟之子，即帝舜有虞。

另外，夏禹（夏朝祖先）之父鯀，其五世祖為顓頊，也是昌意的後代。而根据史记记载匈奴与夏人同族，也可能为昌意这一系的后代。《山海经·大荒北经》也称:犬戎与夏人同祖,皆出于黄帝。
根据史记记载，战国时秦和赵都是黄帝孙颛顼曾孙女女修后代大業（即皋陶）的后人。
《山海经》记载：“有北狄之国。黃帝之孙曰始均，始均生北狄。”这一说法后来被《晋书》及《北史》沿用，二书都认为鲜卑始祖也为黄帝：“始均为鲜卑族始祖。”《晋书》称慕容廆，“昌黎棘城鲜卑人也。其先有熊氏之苗裔，世居北夷，号曰东胡。”
现在的昌姓据说起源于昌意。